# Nick Holmes
Nick Holmes, pravog imena Nicholas John Arthur Holmes (Halifax, Ujedinjeno Kraljevstvo, 7. siječnja 1971.) britanski je pjevač, najpoznatiji kao pjevač britanskog gothic metal/doom metal sastava Paradise Lost i švedskog death metal sastava Bloodbath.

## Životopis
Holmes je osnovao Paradise Lost 1988. kada su on i ostali članovi sastava jedva završili srednju školu.
Kao i ostali sastavi britanskog death/doom scene poput sastava Anathema i My Dying Bride, sastav je počeo kao death metal sastav. Holmes je jedan od preostalnih izvornih članovi sastava.
U rujnu 2014. objavljeno je da Holmes je zamijenio Mikaela Åkerfeldta kao pjevač švedskog death metal sastava Bloodbath. Sastav je objavio tri albuma s Holmeso, a to su: Grand Morbid Funeral, The Arrow of Satan Is Drawn i Survival of the Sickest.

## Diskografija
S Paradise Lostom
- Lost Paradise (1990.)
- Gothic (1991.)
- Shades of God (1992.)
- Icon (1993.)
- Draconian Times (1995.)
- One Second (1997.)
- Host (1999.)
- Believe in Nothing (2001.)
- Symbol of Life (2002.)
- Paradise Lost (2005.)
- In Requiem (2007.)
- Faith Divides Us - Death Unites Us (2009.)
- Tragic Idol (2012.)
- The Plague Within (2015.)
- Medusa (2017.)
- Obsidian (2020.)

S Bloodbathom
- Grand Morbid Funeral (2014.)
- The Arrow of Satan Is Drawn (2018.)
- Survival of the Sickest (2022.)

Kao gost
- Rotting Christ – Rituals (2016.)
- Trees of Eternity – Hour of the Nightingale (2016.)
- Disrupted – Pure Death (2020.)
- 1914 – Where Fear and Weapons Meet (2021.)